# Crambus geminatellus
Crambus geminatellus là một loài bướm đêm trong họ Crambidae.